# باول نواك
باول نواك (14 مارس 1914 في الولايات المتحدة - 10 يناير 1983 في الولايات المتحدة) (بالإنجليزية: Paul Nowak)‏ هو لاعب كرة سلة أمريكي في مركز الوسط. لعب مع Akron Firestone Non-Skids ‏.

## وصلات خارجية
- باول نواك على موقع سبورتس رفرنس (الإنجليزية)